# Comuna Ignești, Arad
Ignești (în maghiară: Ignafalva) este o comună în județul Arad, Crișana, România, formată din satele Ignești (reședința), Minead, Nădălbești și Susani. În perioada 2008 - 2012, primarul comunei a fost Teodor Marc.

## Demografie
Componența etnică a comunei Ignești
     Români (92,85%)
     Alte etnii (0,67%)
     Necunoscută (6,49%)
Componența confesională a comunei Ignești
     Ortodocși (67,05%)
     Adventiști (14,14%)
     Penticostali (6,32%)
     Martori ai lui Iehova (2%)
     Fără religie (1,66%)
     Baptiști (1,16%)
     Alte religii (0,83%)
     Necunoscută (6,82%)
Conform recensământului efectuat în 2021, populația comunei Ignești se ridică la 601 locuitori, în scădere față de recensământul anterior din 2011, când fuseseră înregistrați 679 de locuitori. Majoritatea locuitorilor sunt români (92,85%), iar pentru 6,49% nu se cunoaște apartenența etnică. Din punct de vedere confesional, majoritatea locuitorilor sunt ortodocși (67,05%), cu minorități de adventiști (14,14%), penticostali (6,32%), martori ai lui Iehova (2%), fără religie (1,66%) și baptiști (1,16%), iar pentru 6,82% nu se cunoaște apartenența confesională.

## Politică și administrație
Comuna Ignești este administrată de un primar și un consiliu local compus din 9 consilieri. Primarul, Ioan-Marinel Urs[*], de la Partidul Național Liberal, este în funcție din 2012. Începând cu alegerile locale din 2024, consiliul local are următoarea componență pe partide politice:
|  | Partid                          | Consilieri | Componența Consiliului | Componența Consiliului | Componența Consiliului | Componența Consiliului | Componența Consiliului |
|  | ------------------------------- | ---------- | ---------------------- | ---------------------- | ---------------------- | ---------------------- | ---------------------- |
|  | Partidul Național Liberal       | 5          |                        |                        |                        |                        |                        |
|  | Alianța pentru Unirea Românilor | 3          |                        |                        |                        |                        |                        |
|  | Partidul Social Democrat        | 1          |                        |                        |                        |                        |                        |

## Atracții turistice
- Trasee montane în Munții Codru-Moma

## Vezi și
- Biserica de lemn din Nădălbești
- Biserica de lemn din Minead
- Câmpia Cermeiului (arie de protecție specială avifaunistică inclusă în rețeaua europeană Natura 2000 în România).
- Codru Moma (sit de importanță comunitară)